# Collegiale Sint-Hippolytuskerk

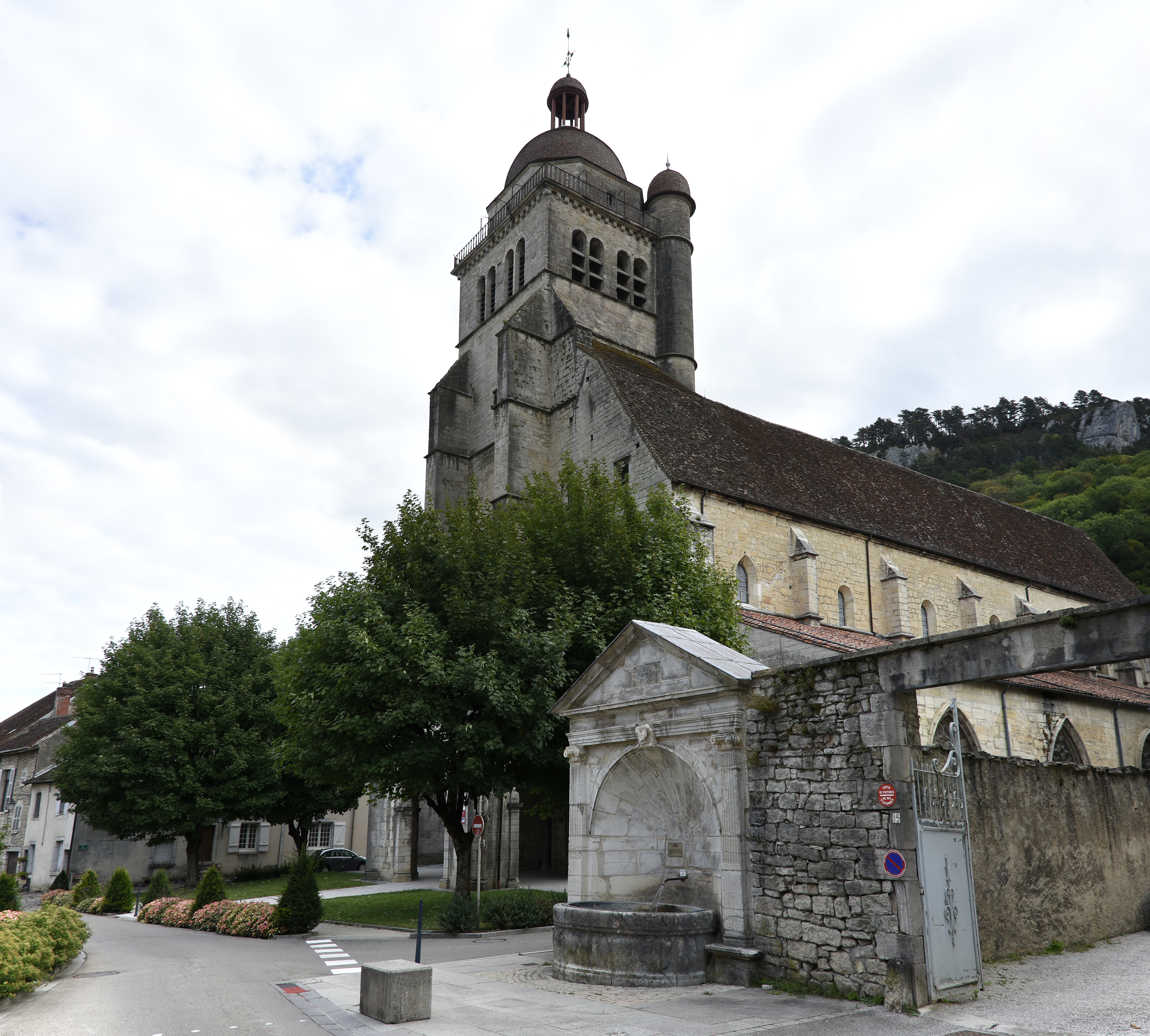
De Collegiale Sint-Hippolytus

De Collegiale Sint-Hippolytus (Frans: Collégiale Saint-Hippolyte) is een kerkgebouw in de Franse stad Poligny in Franche-Comté. De collegiale kerk is toegewijd aan Hippolytus van Rome, martelaar uit de 3e eeuw. De kerk werd in de 15e eeuw intra muros (binnen de muren) in minder dan veertig jaar opgetrokken (van 1415 tot 1440) wat haar architectonische eenheid verklaart. Ze verving de Onze-Lieve-Vrouw van Mouthier-le-Vieillard als parochiekerk.

## Geschiedenis
De bouw van de kerk werd betaald door rijke inwoners van Poligny, waaronder Jean Chousat, lid van de Bourgondische Raad, en giften van de Bourgondische hertog Jan zonder Vrees. De hertog steunde ook Coleta toen zij in 1415 het Sint-Claraklooster stichtte, aan de oostzijde van de kerk. Ook de bisschop van Doornik, Jean Chevrot die afkomstig was uit Poligny en die ook voorzitter was van de raad van Filips de Goede, steunde de bouw en inrichting van de kerk.

## Architectuur van de kerk
De kerk is een harmonieus geheel waarvan het schip bestaat uit vijf traveeën. Het priesterkoor aan de oostzijde wordt afgesloten door een polygonale apsis. Tegen de zuidzijde van het schip zijn in de 16e eeuw drie kapellen gebouwd. Het portaal staat aan de westzijde en wordt aan de linkerkant geflankeerd door de kerktoren. De spits van de toren stortte in bij een stadsbrand in 1638 tijdens de Frans-Spaanse Oorlog (1635-1659) en werd nog in de 17e eeuw vervangen door een koepel.

## Het interieur met een kopie van het beeld van Claus van de Werve
Het interieur bevat een aantal beeldhouwwerken van de Bourgondische School. Het meest prominent aanwezig zijn de twee beelden op de gloriebalk die het koor van het schip scheidt.
Er is ook een kopie te zien van een beeld van Maagd en Kind van Claus van de Werve dat in Poligny stond en waarvan het origineel anno 2017 tentoongesteld is in de Metropolitan Museum of Art in New York. Het werd op vraag van Margaretha van Beieren, de echtgenote van Jan zonder Vrees, in 1415 aan Coleta geschonken. Een malafide notabele van Poligny verkocht het in 1920 aan het New Yorks museum. In de kerk staat een kopie die tot stand kwam na een 3D-scan van het origineel. Het beeld werd met moderne technieken gepolychromeerd.
Een schilderij van Otto van Veen, De hemelvaart van Maria, versiert de kerk. Oorspronkelijk was het bedoeld voor de Onze-Lieve-Vrouwekathedraal te Antwerpen maar het werd daar geweigerd en vervangen door een schilderij van Pieter Paul Rubens, zijn De hemelvaart van Maria. Laurent-Jean Brun, kanunnik te Besançon en geboren in Poligny, schonk het vóór 1673 aan de Collegiale.
De kerk bezit een orgel van Aristide Cavaillé-Coll.

## Galerij

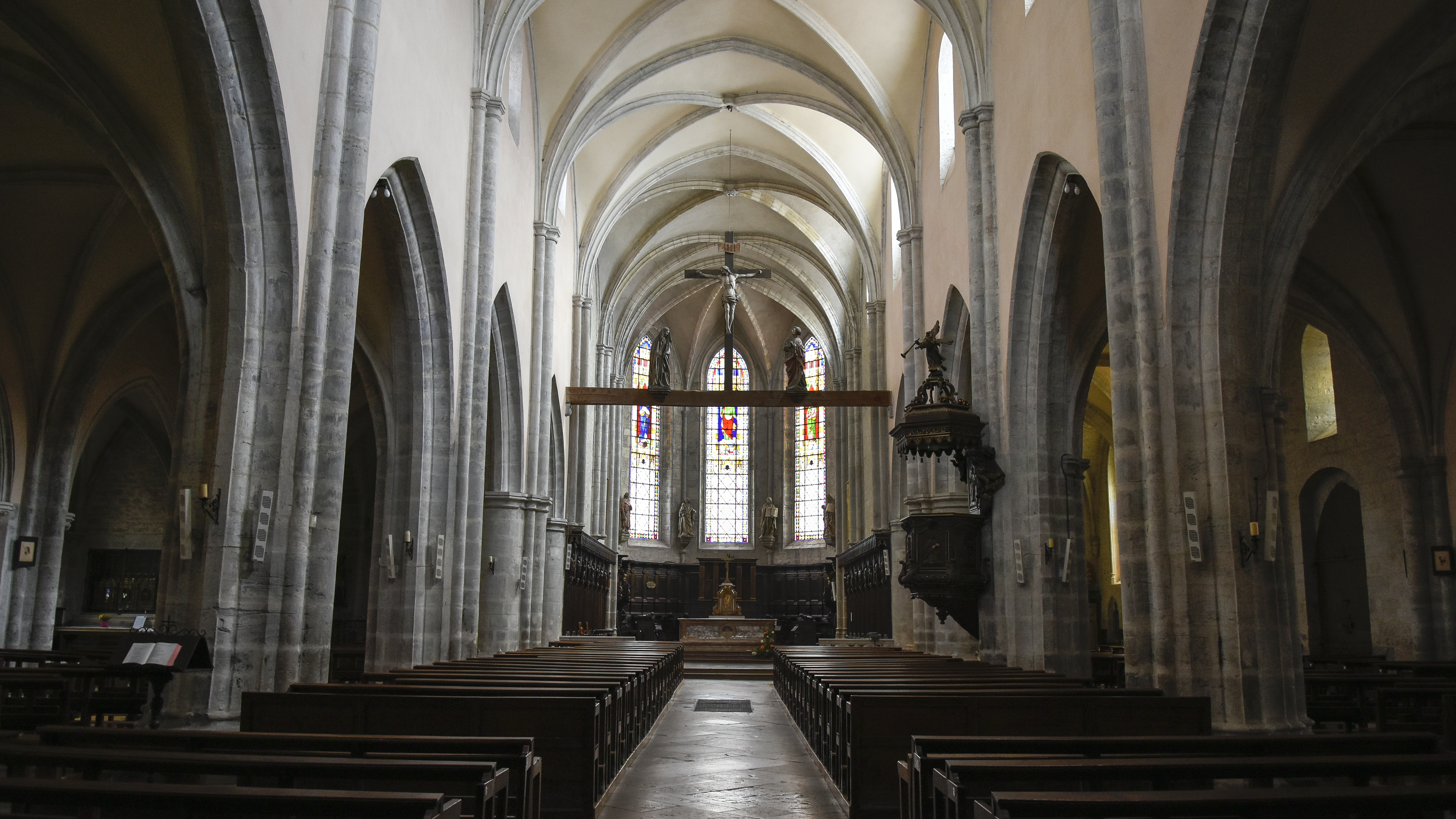
Het schip van de kerk met de gloriebalk
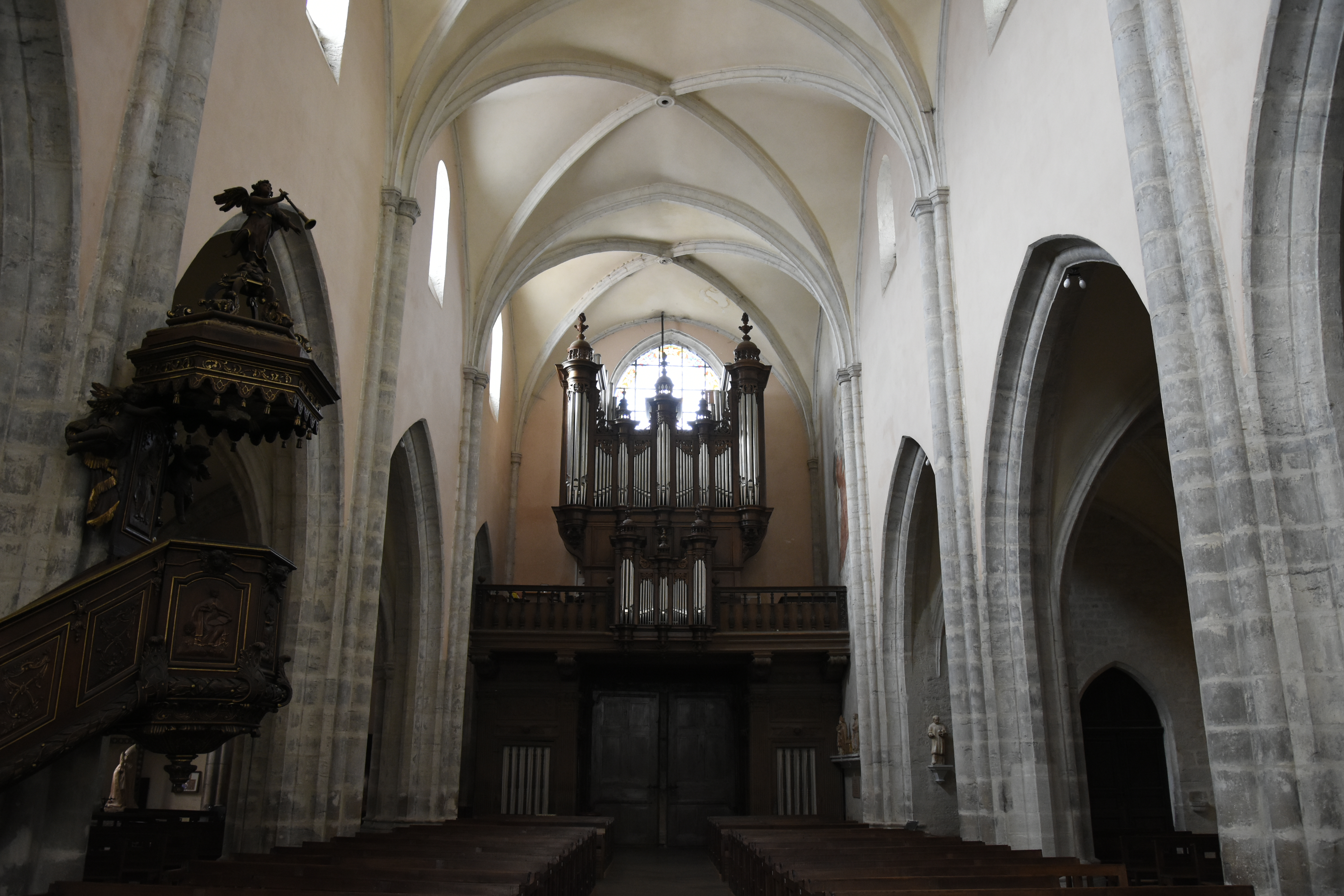
Het schip en het orgel van Cavaillé-Coll
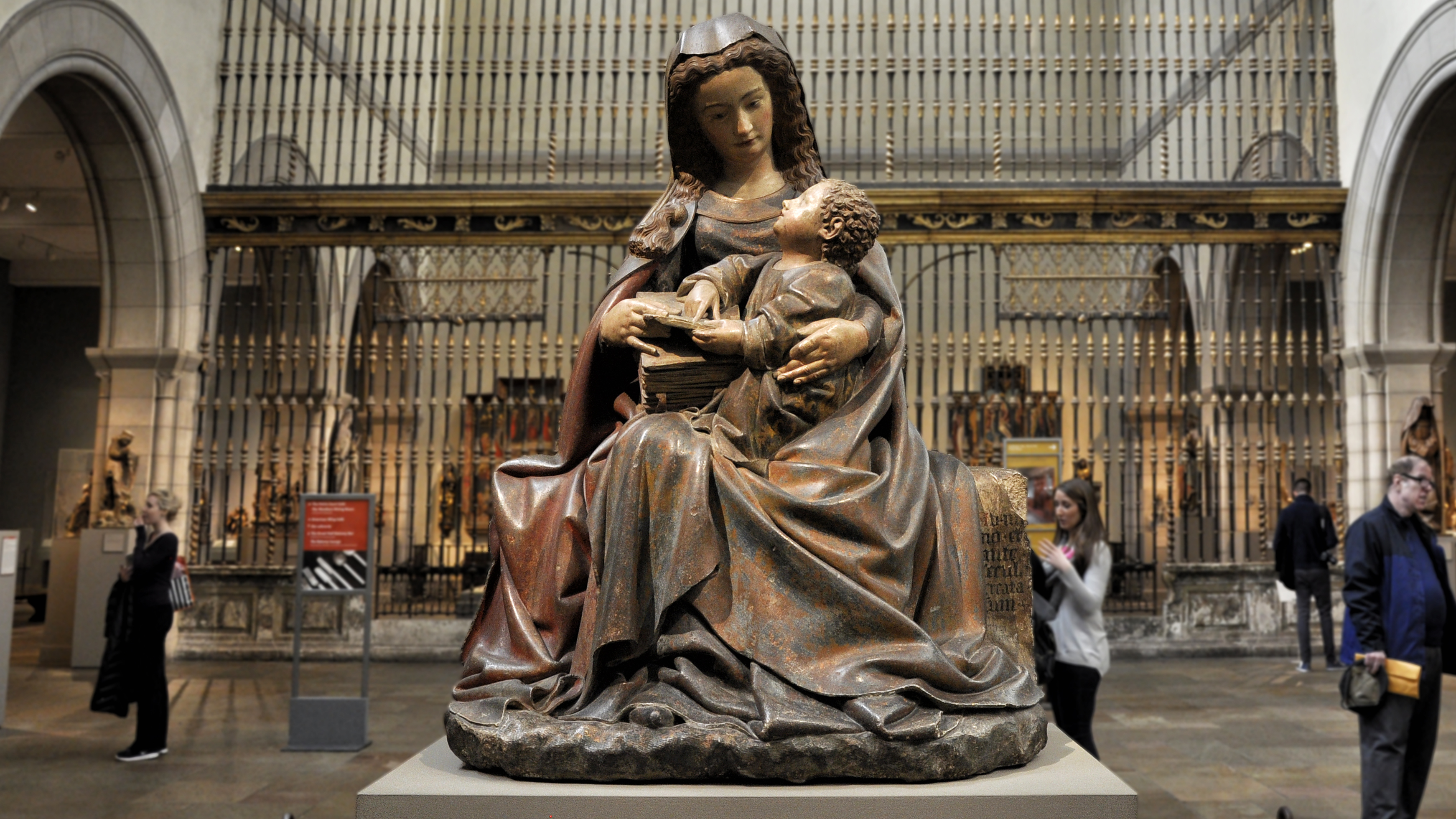
Het origineel - Maagd en Kind van Claus van de Werve te New York
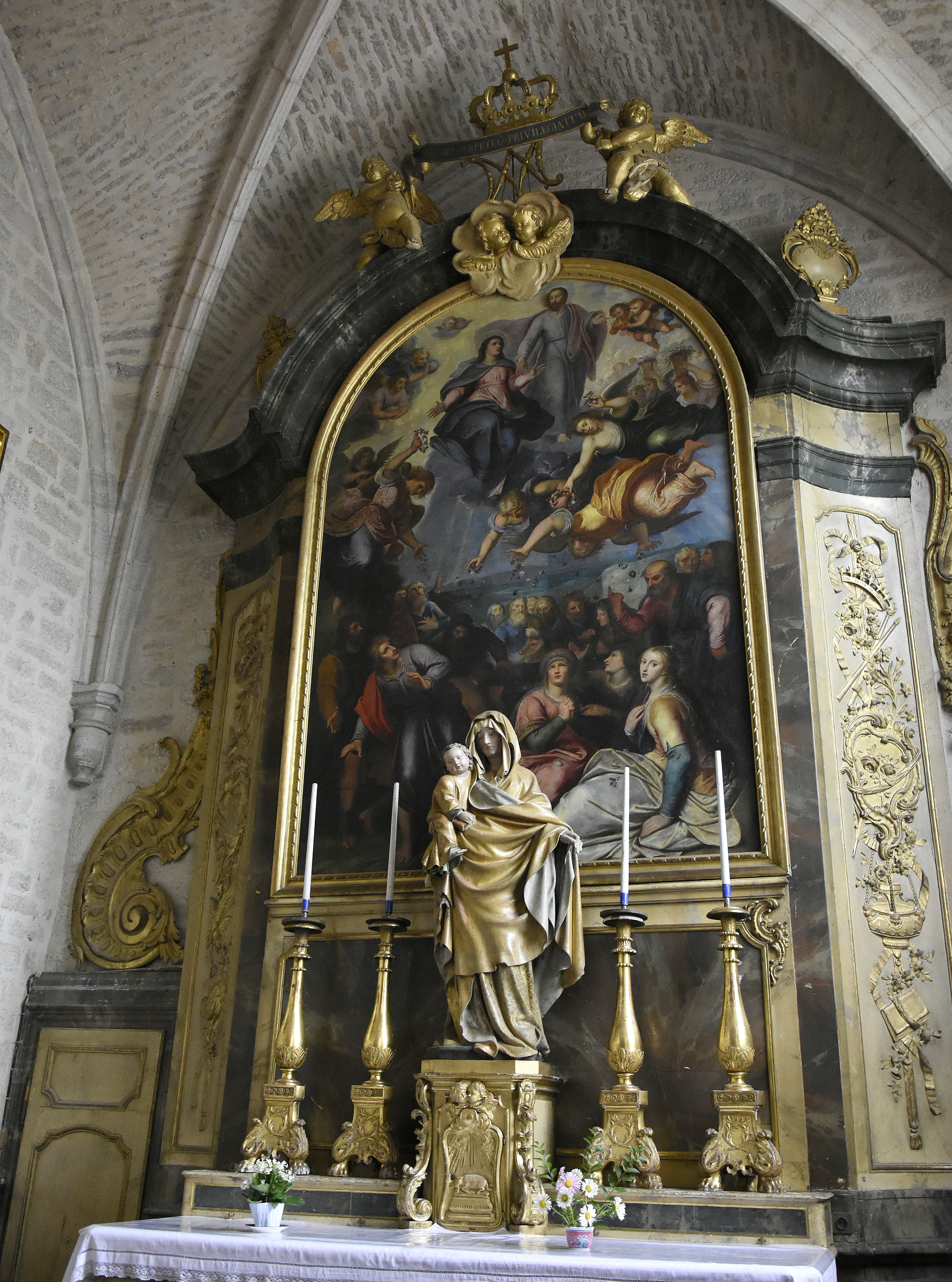
De Hemelvaart van Maria van Otto van Veen
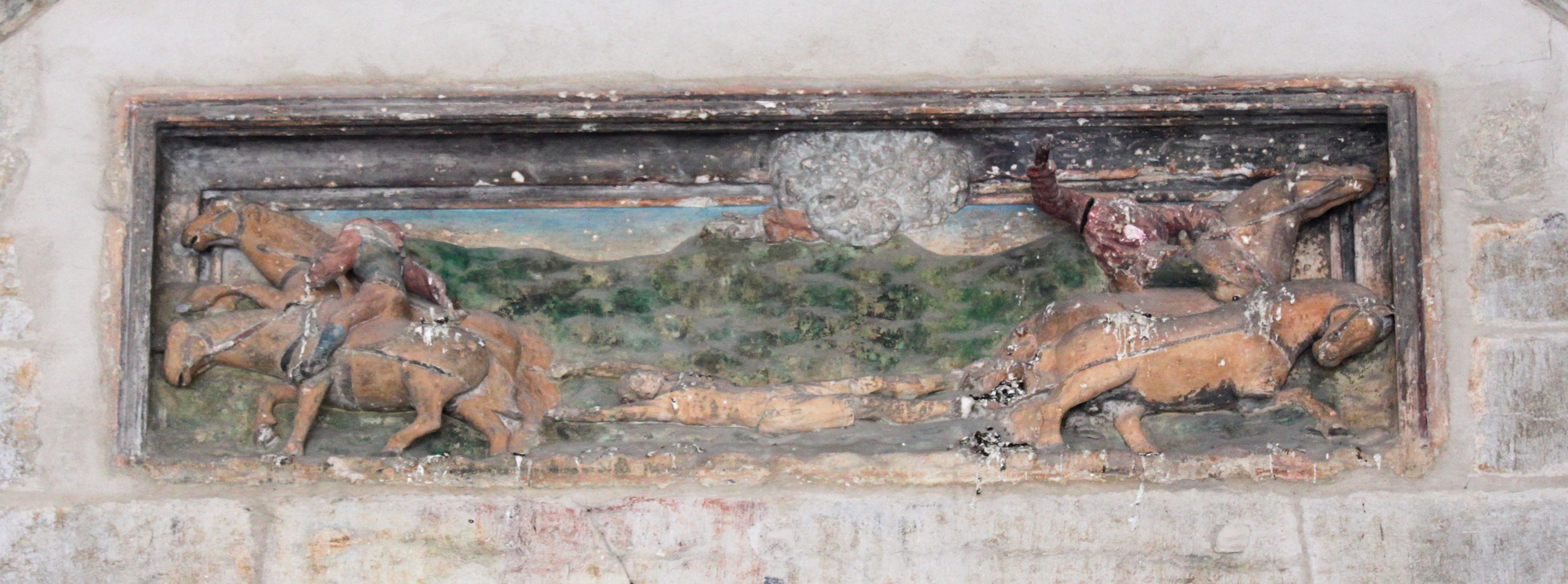
De marteldood van Hippolytus in het portaal van de kerk